# مارتینا موزر
مارتینا موزر (انگلیسی: Martina Moser؛ زادهٔ ۹ آوریل ۱۹۸۶) بازیکن فوتبال اهل سوئیس است.
از باشگاه‌هایی که در آن بازی کرده‌است می‌توان به باشگاه فوتبال زنان وولفسبورگ، باشگاه فوتبال هوفنهایم (زنان)، باشگاه فوتبال زنان فرایبورگ، باشگاه فوتبال هوفنهایم، باشگاه فوتبال وولفسبورگ، و باشگاه فوتبال فرایبورگ اشاره کرد.
وی همچنین در تیم ملی فوتبال زنان سوئیس بازی کرده‌است.